# Trypanidius apicalis
Trypanidius apicalis là một loài bọ cánh cứng trong họ Cerambycidae.